# 金阿波羅
金阿波羅股份有限公司（英語：Gold Apollo，簡稱金阿波羅）是一家台灣無線傳呼系統製造商。

## 歷史
許清光於1995年10月2日創立金阿波羅，專門生產POCSAG/FLEX傳呼機，產品品質通過ISO9001系統。公司早期僅生產數字傳呼機，並專注於台灣市場。然而，隨著台灣中華電信在1999年宣布停止發放傳呼機號碼，傳呼機市場迅速瓦解。面對這一挑戰，開始積極拓展海外市場。到2011年，已成為全球少數傳呼機專業製造商之一，並成為北美市場的最大傳呼機公司及歐洲市場的第二大廠商。

## 相關事件

### 黎巴嫩呼叫器爆炸案
2024年，一批發往真主黨的金阿波羅傳呼機，被第三方在其中添加炸藥。以色列國防軍被指控對這些裝備的改裝負有責任。同年9月17日，當地時間下午3:30左右，約5000個金阿波羅AR924傳呼機在黎巴嫩和敘利亞部分地區同時爆炸，造成20人死亡，其中包括兩名兒童，近3000人受傷。襲擊針對的對象似乎是黎巴嫩什葉派穆斯林武裝組織真主黨。
金阿波羅創辦人兼董事長許清光聲明，涉案的傳呼機並非該公司製造，而是由匈牙利布達佩斯的BAC Consulting KFT公司根據已簽訂三年的許可協議生產的。BAC Consulting KFT與金阿波羅合作並代理其多項產品。根據合約，BAC公司每生產1台呼叫器，須支付金阿波羅公司15美元（約台幣478元）利潤。
中華民國經濟部指出，金阿波羅呼叫器只有接收功能並採用一般3號電池，沒有爆炸造成死傷的可能性，研判應是出口後遭改裝。雖授權BAC公司使用商標生產，是不能掛台灣產地，須了解哪個環節出問題。公司人員也證實，2024年從未出貨至中東地區。

## 外部鏈結
- 官方網站（繁體中文）（页面存档备份，存于）